# Béthencourt
Béthencourt é uma comuna francesa, situada no departamento do Norte na região de Altos da França.
Os seus habitantes denominan-se "béthencourtois"